# Vaafla
Vaafla est une localité de l'ouest de la Côte d'Ivoire et appartenant au département de Vavoua, dans la Région du Haut-Sassandra. La localité de Vaafla est un chef-lieu de commune.